# Pandora (Avatar)

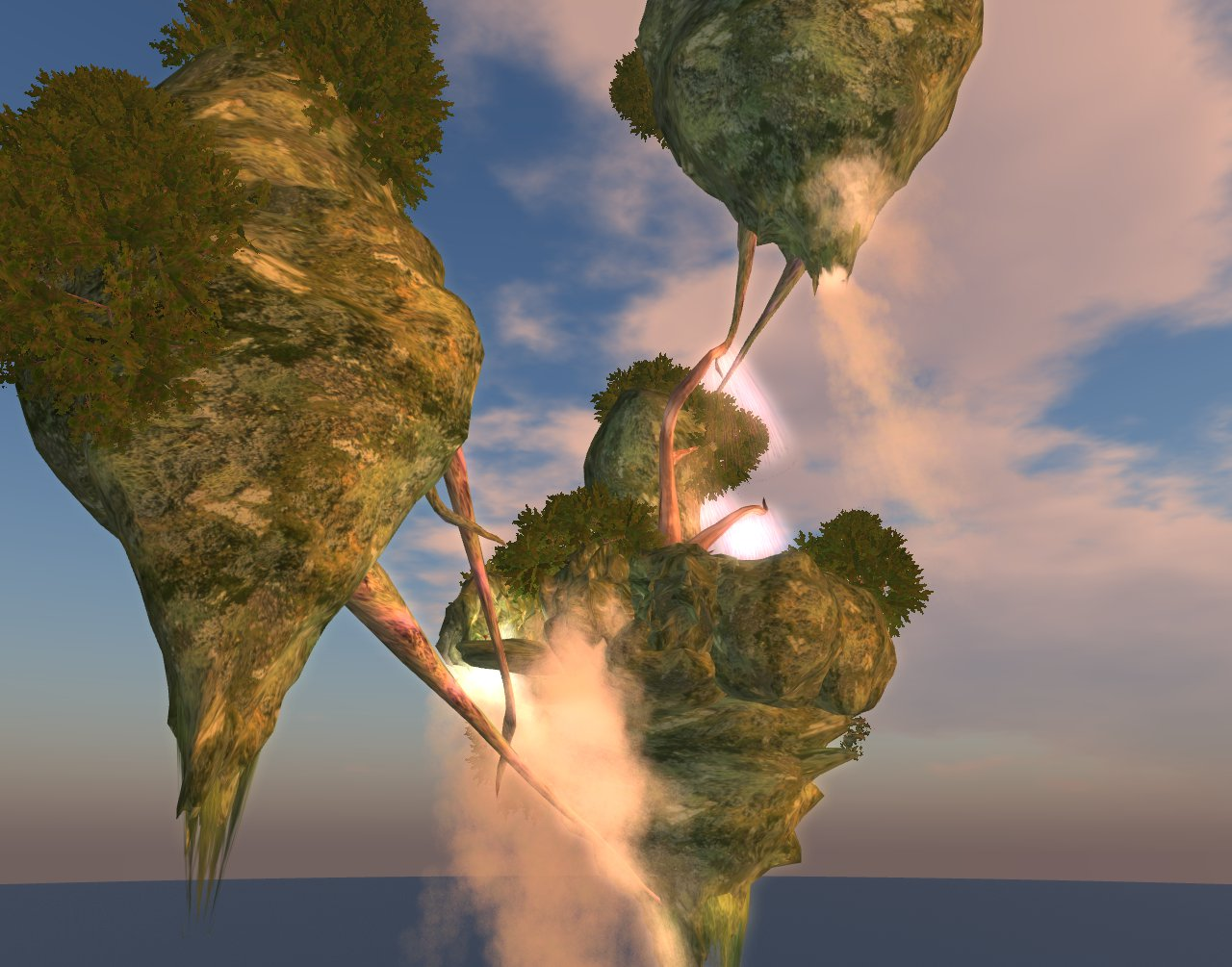
Létající pohoří na Pandoře

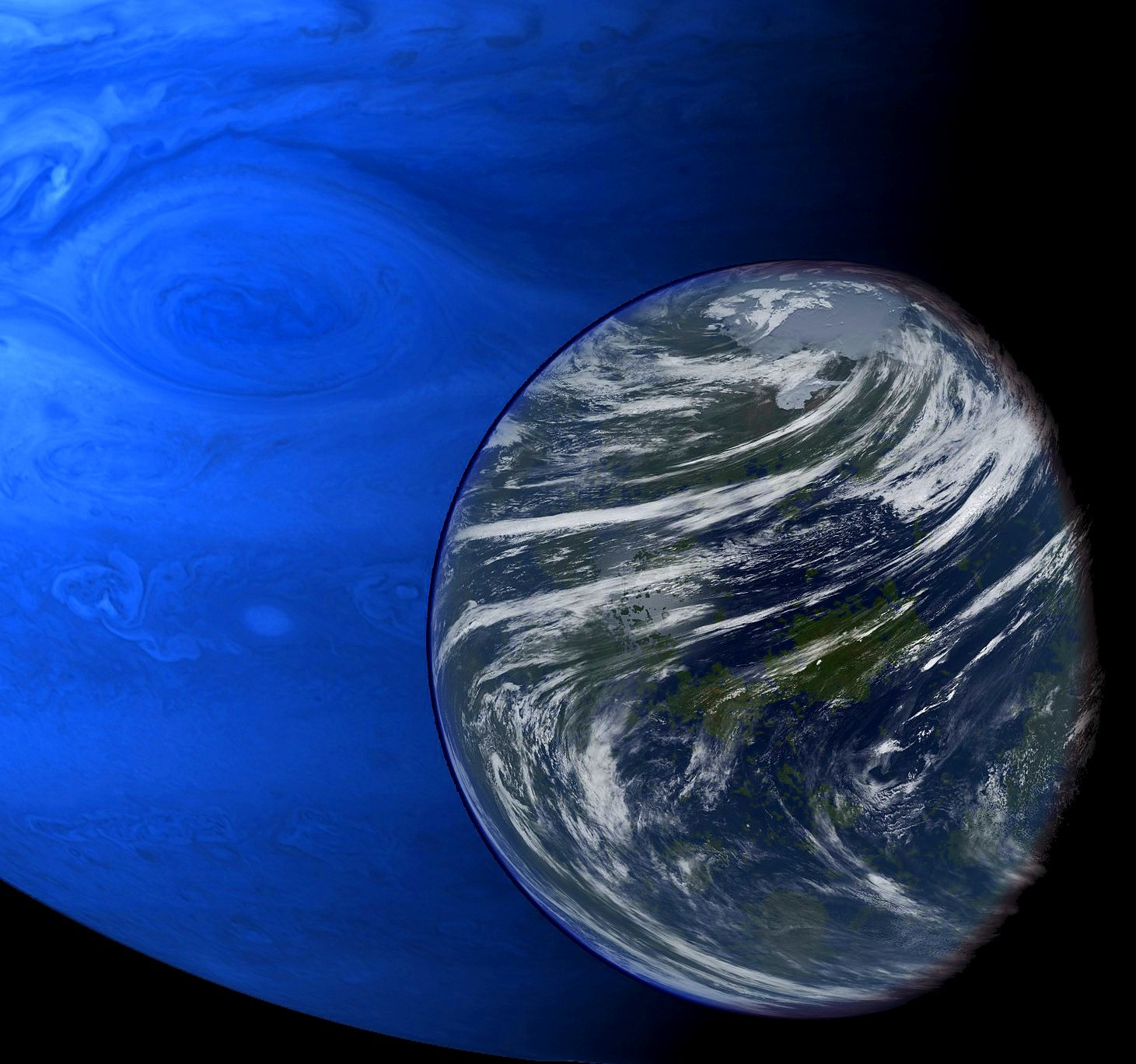
Polyfémos (v pozadí) s Pandorou

Pandora je smyšlený planetární satelit ve skutečném hvězdném systému Alfa Centauri, na jehož povrchu se odehrává děj filmové série Avatar režiséra a producenta Jamese Camerona. Příběh Avatara je zasazen do budoucnosti; měsíc, nazvaný Pandora, váží 0,72 hmotností planety Země, rovníkový průměr je 11 447 km, poloměr 5724 km a věc, která má na Zemi hmotnost 1 kg, zde má tíhu 8 N. Pandora je přirozený planetární satelit, který se pohybuje po své orbitě kolem smyšleného plynného obra, jenž byl nazván Polyfémos.

## Inteligentní rasa Pandory
Pandora je mimo jiné obydlena inteligentním humanoidním druhem, který se nazývá Na'vi, a jenž je zhruba na úrovni našeho neolitu. Tento druh po fyzické stránce evolvoval ke schopnosti lovu a po psychické stránce až do pozice bezkonkurenčního lovce (schopnost vytvářet zbraně a používat je). Avšak, z hluboké úcty vůči Pandoře a i vůči všem ostatním živočišným druhům, jež pandorský povrch obývají s ním, neusiluje o dominantní postavení a své inteligence nezneužívá pro získání čelního postavení v pandorském potravním řetězci. Dle morfologické stavby se tento druh zřetelně nevyvinul z žádného současně žijícího druhu Pandory nebo z něj byl vyčleněn před velice dlouhou dobou. Lidé Na'vi žijí víceméně izolovaně, a to v separovaných klanových společenstvích, která mají svoji hierarchii. Vzájemně je však mezi těmito klany udržován smír.

## Biosféra
Příroda je na Pandoře na vrcholu svého rozvoje života, místy je však poničena unobtaniovými doly (viz níže). Většina živočichů pocházejících z Pandory má z těla vyvedeno několik nervových copů, které při vzájemném kontaktu, tzv. Tsaheylu, mohou sloužit ke komunikaci na telepatické úrovni. Kořeny stromů jsou zde propojeny obdobnými nervovými vlákny, díky nimž mohou ukládat informace. Celá komplexně propojená kořenová struktura stromů vytváří síť energie, již lid Na'vi chápe jako božstvo s názvem Eywa, která zajišťuje rovnováhu života na Pandoře. Nejtěsnější spojení s Eywou je možné navázat skrze tzv. Strom duší, jenž se v příběhu nachází ve skalnaté proláklině v oblasti létajícího pohoří Aleluja. Strom duší má stovky neobalených nervových provazů, pomocí nichž je možné navázat spojení s Eywou.

### Fauna
- Thanator (ve fiktivní na'vijštině Palulukan) stojí na vrcholu potravního řetězce. Na temeni hlavy mu vyrůstají obrněné pláty, je schopen vyskočit až do výšky šesti metrů.
- Zmijovlk (Nantang) vypadá, pohybuje a chová se obdobně jako vlci pocházející ze Země. Povrch těla má černý a lesklý, loví ve smečkách.
- Titanother kladivoun (anglicky Hammerhead Titanothere, na'vijsky Angtsìk) je šestinohý býložravec, žijící ve stádech. Na hlavě má velký, kladivovitý a těžký pancíř, který používá k obraně.
- Prolemur (Syaksyuk) je modrý, tvarem těla lemurovi podobný, mírumilovný živočich. Má 4 horní končetiny.
- Pancířák (anglicky Direhorse, na'vijsky pa'li) využívají lidé Na'vi jako pozemní dopravní prostředek, obdobně jako člověk koně. Tento tvor má 3 žaludky na 3 typy biomasy a 3 páry nohou s kopyty.
- Leonopterix velký (Toruk – Poslední stín) je největším vzdušným dravcem, rozpětí jeho křídel dosahuje délky více než 25 m. Pro lepší letovou koordinaci se u něj vyvinuly 2 ocasy, na mandibule i na maxille tohoto tvora se nalézají velké ostré kostěné výběžky – použitelné pro boj a usmrcení kořisti, případně i pro usnadnění průletu hustou vegetací Pandory[2] Lovec z lidu Na'vi, který dokáže usednout na hřbet leonopteryxe, je nazýván Toruk Makto (Jezdec na Posledním stínu).
- Křikloun (Ikran) je letec s rozpětím křídel o délce čtrnácti metrů. Podobně jako u leonopteryxe, se (pouze) na jeho mandibule  nachází ostrý kostěný výběžek. Křiklouny využívají lovci z lidu Na'vi jako vzdušný dopravní prostředek. Každý mladý lovec musí při přijímacím rituálu nalézt a zvolit si svého jediného vlastního křiklouna, stejně tak křikloun si musí vyvolit jeho. To, že si křikloun lovce taktéž zvolil, dává najevo velice agresivním chováním vůči lovci, které ovšem pomine po navázání nervového spojení 'Tsaheylu'. Křiklouni se dělí na horské a lesní, z čehož lesní se na'vijsky nazývá Ikranay a je menší než jeho příbuzný, rozpětí křídel dosahuje délky sedmi metrů.

### Flóra
Flóra Pandory je velice bohatá, někteří její zástupci hrají ve filmu zvláštní role:
- Strom duší (anglicky Tree of Souls, na'vijsky Vitraya Ramunong) připomíná pozemskou vrbu a koncentruje moc Eywy. Kolem stromu je vytvořen záhadný energetický vír, který ve svém okolí vytváří elektromagnetické anomálie. Do tohoto stromu jsou uloženy různé vzpomínky Na'vi. Semena Stromu duší se nazývají Atokirina, lid Na'vi je považuje za znamení Eywy.
- Strom hlasů (anglicky Tree of Voices, na'vijsky Utral Aymokriyä) uchovává hlasy předků, kteří žijí v Eywě. Pronáší se u něj modlitby, které jsou někdy vyslyšeny.
- Domovské stromy (anglicky Hometree, na'vijsky Kelutral) jsou nejmasivnější stromy na Pandoře, dosahují výšky přes sto metrů.[4]. Jejich dutá stavba je sloupově spirálovitá s několika vnitřními okruhy (vrstvami). Tyto stromy se někdy stávají obydlím klanů lidu Na'vi, mezi něž patří i klan Omaticaya. Dospělí Na'vi, již byli přijati mezi lovce, si z jeho dřeva smí vyrobit luk.
- Spirálovka (Loreyu) má, jak již vypovídá název, okvětí ve tvaru spirály oranžového zbarvení. Je poměrně vysoká, po jakémkoli kontaktu z vnější se však zcela stáhne k zemi do místa, odkud ze země vyrůstá.

## Pozemšťané na Pandoře
Po objevení Pandory – zejména jejího nerostného bohatství – začal člověk její povrch industriálně osidlovat, a to za účelem vytvoření zdejší infrastruktury pro svůj těžební průmysl. Obyvatelé Pandory nechtějí akceptovat surový přístup člověka k jejich mateřské domovině, k níž oni sami vždy přistupovali s náboženskou úctou. Člověk je v příběhu vykreslován všeobecně jako bezohledný a ziskuchtivý dobyvatel, který na domorodé obyvatelstvo Pandory pohlíží nadřazeně. Vztahy mezi pozemšťany (jež lid Na'vi nazývá jako nebešťany) a obyvateli Pandory jsou – mírně řečeno – napjaté. 

### RDA
Resource and Development Administration (česky Agentura pro rozvoj zdrojů) je lidská akciová společnost, figurující v příběhu Avatara, těžící na Pandoře unobtanium, které potřebuje na výstavbu svých maglevů. Zakladatelé společnosti začínali s levitačními pokusy v garáži, avšak roku 2154 má být tato firma údajně nejvýznamnější akciovou společností ve vesmíru. Jako jediná organizace má právo na vytváření mimoslunečních kolonií.

### Unobtanium
Je to vysokoteplotní supravodič, který pozemšťané vytěžují z pandorské litosféry. Lidstvo jej využívá pro konstrukci svých meziplanetárních plavidel a také tzv. maglevových rychlovlaků na Zemi.

## Existence Pandory ve skutečnosti
Tento smyšlený měsíc by teoreticky mohl existovat, jelikož 16. října 2012 ohlásila ESA objev první exoplanety obíhající hvězdu Alfa Centauri B.
Pandora se vyskytuje i v naší Sluneční soustavě jako jeden z mnoha měsíců Saturnu.